# 昆圖里里山
18°02′30″S 69°04′28″W / 18.041667°S 69.074444°W

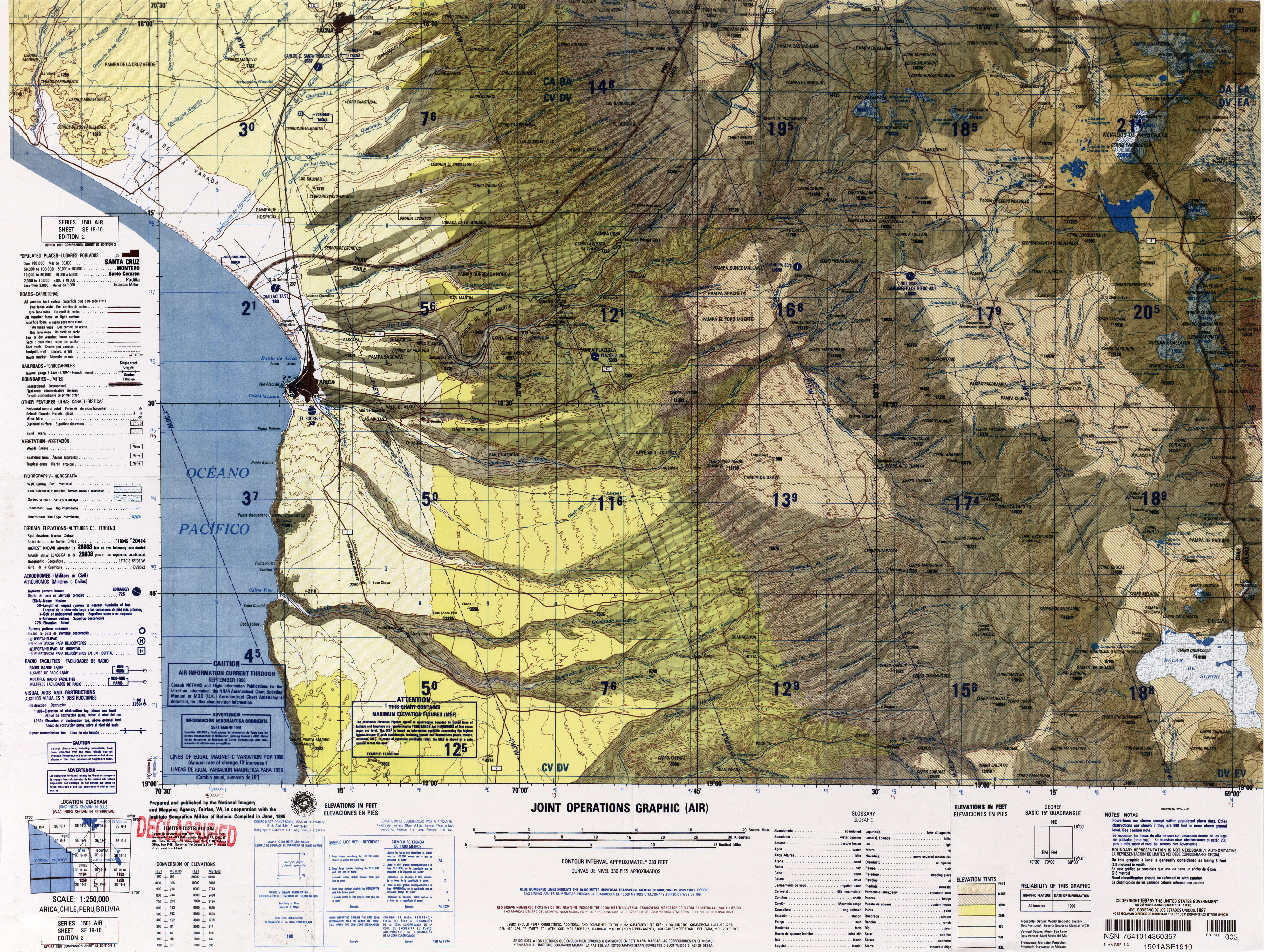

昆圖里里山（Kunturiri），是南美洲的山峰，位於玻利維亞奧魯羅省和智利阿里卡和帕里納科塔大區之間接壤的邊境，處於哈通昆圖里里山西南面和薩哈馬火山西北面，海拔高度約5,762米。